# Märchenbrunnen im Volkspark Friedrichshain
Der Märchenbrunnen im Volkspark Friedrichshain ist eine Brunnen- und Gartenanlage an der Westspitze des Volksparks Friedrichshain im Berliner Ortsteil Friedrichshain. Der Architekt Ludwig Hoffmann (1852–1932) und die Bildhauer Ignatius Taschner (1871–1913), Georg Wrba (1872–1939) und Josef Rauch (1867–1921) gestalteten sie als garten- und baukünstlerisch hervorgehobenen, zum Besuch des Parks einladenden Eingangsbereich. Die Anlage wurde am 15. Juni 1913 eröffnet und hat eine Ausdehnung von 90 m Breite × 172 m Tiefe. Sie steht unter Denkmalschutz.

## Gestaltung

### Gesamtanlage

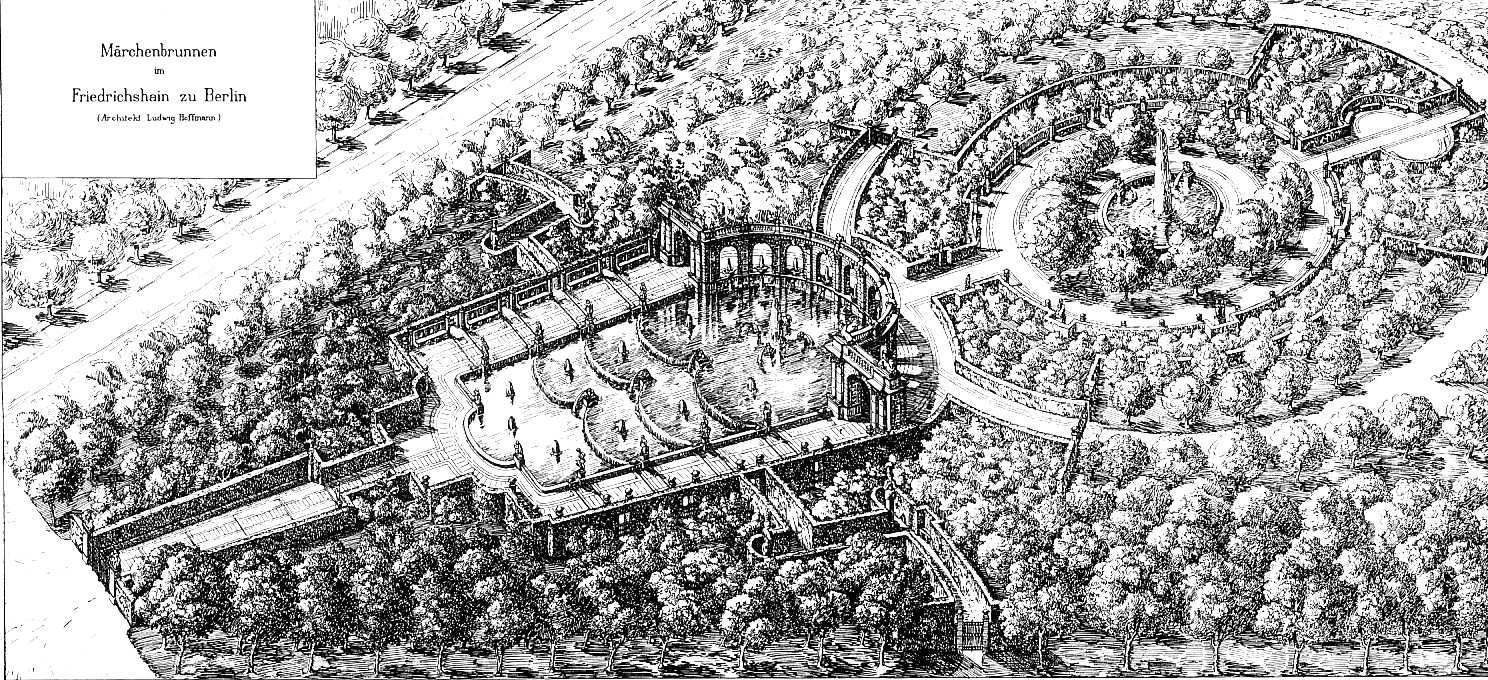
Entwurfszeichnung von Ludwig Hoffmann

Der Entwurf für die Anlage stammt von dem Architekten und langjährigen Berliner Stadtbaurat Ludwig Hoffmann. Hauptbestandteil des Ensembles ist eine 34 m × 54 m große Brunnenanlage im Stil des Neobarock. Ein in vier flachen Kaskaden angelegtes Wasserbecken enthält eine größere und neun kleine Fontänen, dazu sieben wasserspeiende Frösche, von denen einer als Froschkönig hervorgehoben ist. Nach Osten wird das Becken durch halbkreisförmige Arkaden abgeschlossen, in neun ihrer Öffnungen stehen steinerne Schalen, jede mit zwei Hundeköpfen verziert. In geringer Entfernung hinter den Arkaden befindet sich ein kleinerer, kreisrunder Brunnen mit Fontäne, der Delphinbrunnen, benannt nach den fantasievollen Wasserspeiern an seinem Rand.
Die Anlage befindet sich in einem spitzen Winkel zwischen Friedenstraße und Straße Am Friedrichshain mit der Spitze zum Königstor.
Ludwig Hoffmann hat hier Natur und Kunst so meisterhaft inszeniert, dass der Besucher in den Park hineingelockt wird.

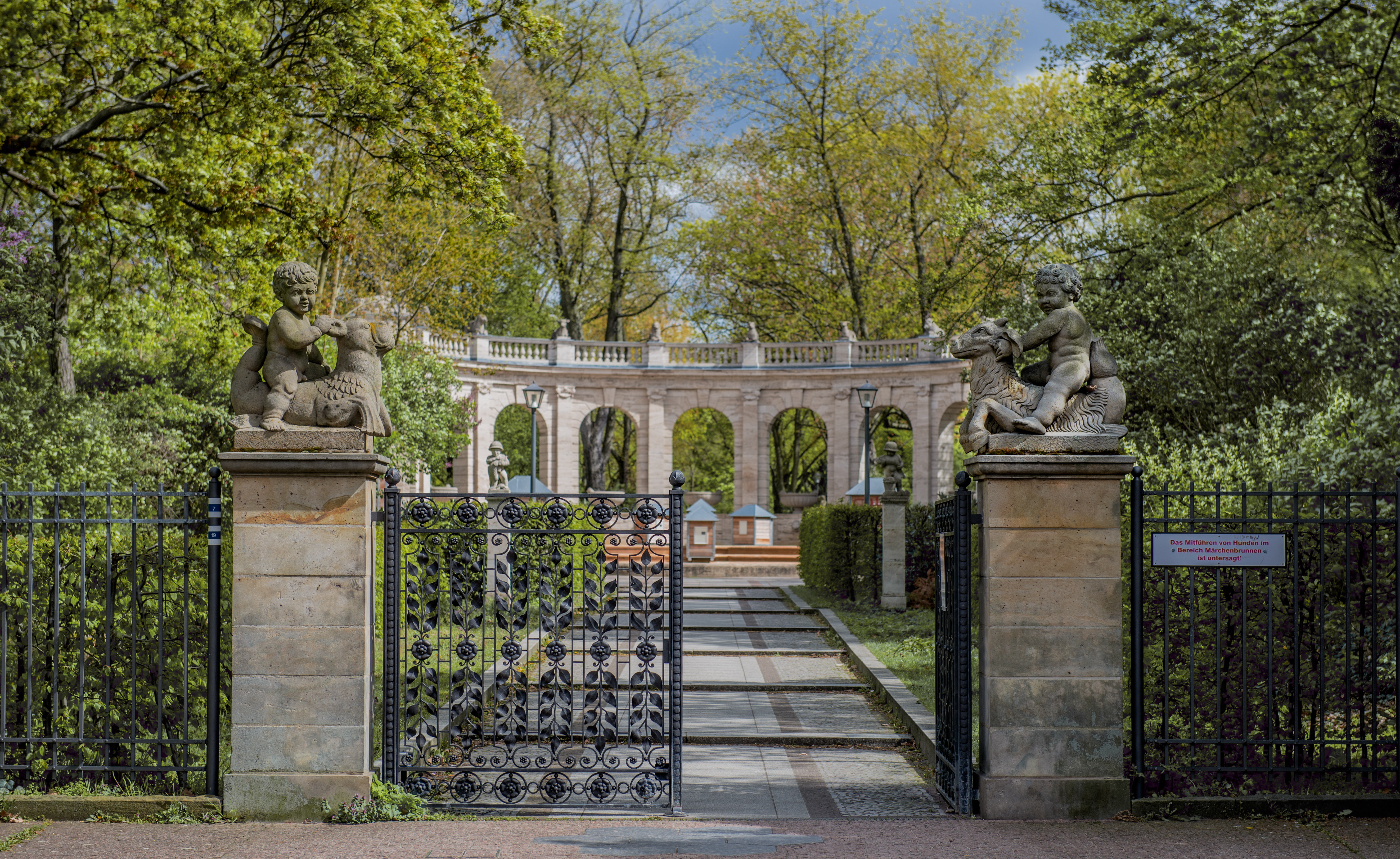
Haupteingang zum Märchenbrunnen

Von der belebten Kreuzung am Königstor her geht es durch das schmiedeeiserne Blättertor auf einen schmalen durch Buchenhecken begrenzten Weg. Dann wird dieser Weg breiter und öffnet sich auf den weiten Brunnenplatz, wo eine Schau der Wasserspiele und Märchenfiguren fasziniert, weithin umrahmt von Hecken, Sträuchern und Bäumen. Die Arkadenwand fasst die Einzelheiten des Brunnenplatzes als architektonischer Höhepunkt zusammen. Sie bildet aber als Märchenschloss nicht einfach den spektakulären Hintergrund der Szenerie, sondern lädt durch die großen fensterartigen Bogenöffnungen und die Durchgänge zu beiden Seiten zum Besuch des Parks ein. Auf seitlichen Heckenwegen gelangt man auch von der Friedenstraße und der Straße Am Friedrichshain zur Brunnenanlage.
Inspiriert wurde Hoffmann zu dieser Inszenierung vor allem durch die frühbarocken Gärten der Villen Mondragone und Aldobrandini in Frascati. Seine Studienreisen während der Arbeiten am Märchenbrunnen 1907 und noch einmal 1908 nach Rom, Tivoli, Frascati und Florenz wirkten sich unmittelbar auf die Gestaltung der Anlage aus. Die Hoffmann-Biografin Dörte Döhl weist darauf hin, dass er dort „die Architektur im Kontext der terrassierten Gärten“ erlebte, die „ionischen Kapitelle der Pilaster und die bekrönende Balustrade der Wassertheater in Frascati“ studiert hatte, und sie hält fest: „Besonders bei der Villa Aldobrandini […] stehen Architektur und Wasserspiel in Zusammenhang mit dem hohen Gefälle des Geländes. Dies war im Friedrichshain nicht gegeben… Da Hoffmann keine steile Kaskade anlegen konnte, verlegte er dieses typische Element der italienischen Wasserspiele vor die Architektur und stellte damit einen neuen Bezug zu ihr her.“

### Skulpturen
Ludwig Hoffmann legte besonderen Wert auf den plastischen Schmuck an seinen zahlreichen Bauten. Da er fand, dass dieser Aspekt der Architektur in Norddeutschland – und speziell in Berlin – traditionell unzulänglich vertreten war, arbeitete er in vielen Fällen mit drei aus Süddeutschland stammenden Bildhauern zusammen: Ignatius Taschner, Georg Wrba und Josef Rauch. Von ihnen stammt auch das umfangreiche Bildprogramm des Märchenbrunnens, insgesamt 106 figürliche oder rein dekorative Steinskulpturen. Taschner schuf die zentralen Motive, zehn Plastiken auf dem Beckenrand des Brunnens, mit denen er neun bekannte Märchen der Brüder Grimm interpretierte: Hänsel und Gretel (mit zwei Skulpturen, denen er die weniger bekannte zweite Fassung des Märchens von 1819 zugrunde legte; darin werden die geretteten Kinder auf dem Heimweg von einer hilfreichen Ente über ein trennendes Gewässer getragen), Der gestiefelte Kater, Hans im Glück, Die sieben Raben, Aschenputtel, Rotkäppchen, Brüderchen und Schwesterchen, Schneewittchen und die sieben Zwerge und Dornröschen.
Die Kunsthistorikerin Ursel Berger hebt hervor, dass „Taschners Gruppen (Kat. Nr. 299–306) selbst die wesentlichsten Gliederungselemente der Brunnenanlage“ sind. „Sie sind auf niedrigen Sockeln auf dem Rand des großen Brunnenbeckens aufgestellt und betonen dessen Stufung.“
Wichtig für die Gesamtwirkung des Figurenprogramms sind die vergleichbaren Größenverhältnisse der eigenständigen Figurengruppen und die ähnliche Komposition sich jeweils auf dem südlichen und nördlichen Brunnenrand gegenüberstehender Gruppen.

Modell für Märchenfiguren saßen Taschners Töchter Maja (Dornröschen) und Antonie (Schwesterchen).

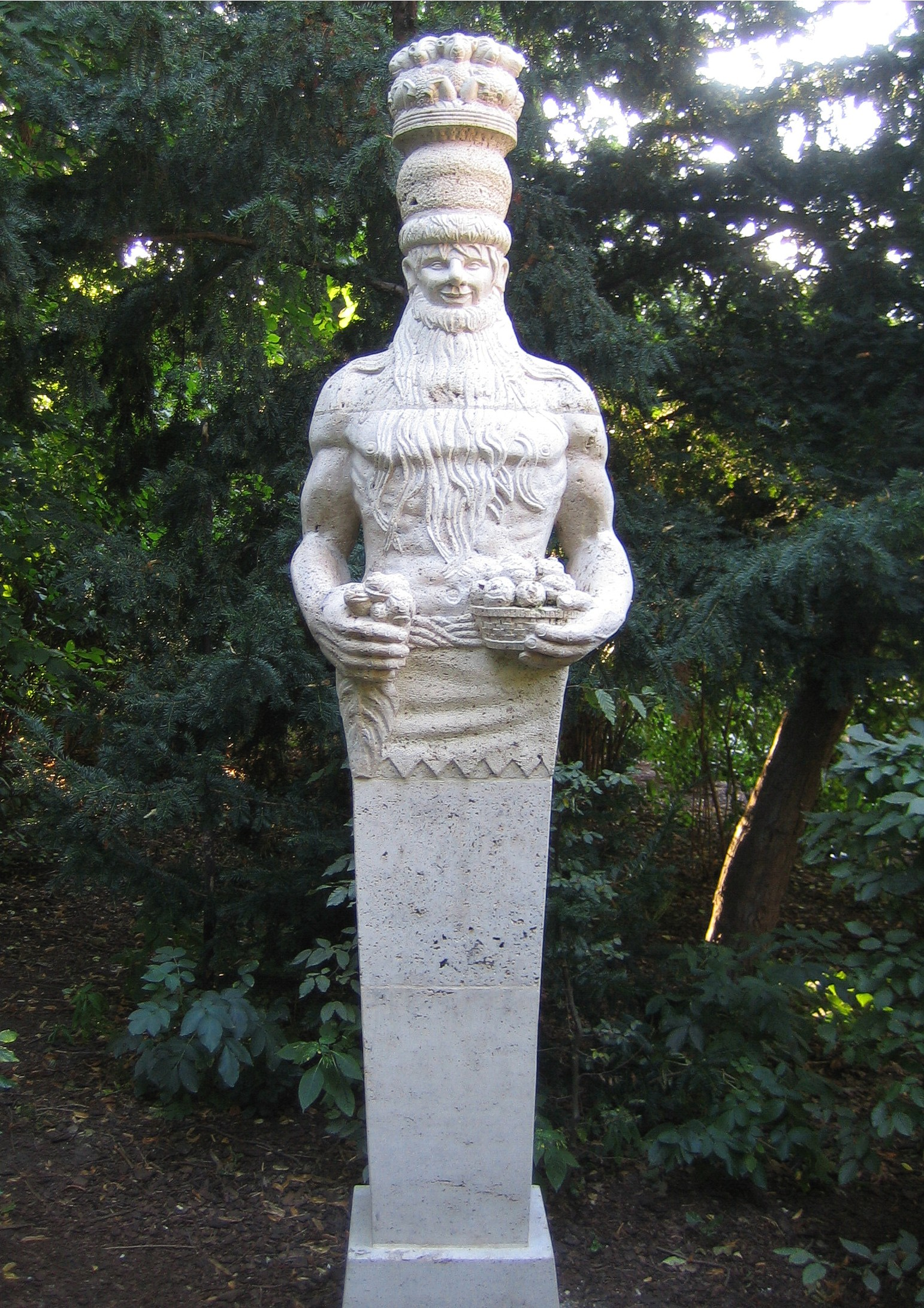
Herme Rübezahl

Einer der sieben Schneewittchen-Zwerge trägt unverkennbar die Gesichtszüge des Malers Adolph Menzel. Man sah darin einen stillen Protest gegen eine Anweisung, mit der dem Künstler nach seinem Tode ein ehrendes Denkmal verweigert wurde. Menzel hatte zum Missfallen von Kaiser Wilhelm II. die harten Bedingungen der industriellen Arbeitswelt ungeschminkt dargestellt. Diese Deutung ist jedoch zweifelhaft, denn andererseits hatte Wilhelm II. die Arbeiten Menzels zur preußischen Geschichte sehr geschätzt und sogar ein Staatsbegräbnis für den Maler angeordnet, an dem der Kaiser selbst teilnahm.
Wrba erhielt den Auftrag für vier Herme, die in engen, heckengesäumten Wegen seitlich des Märchenbrunnens aufgestellt sind: (Menschenfresser, Riesentochter, Rübezahl und Frau Holle), für sechs Kindergruppen in Nischen am Delphinbrunnen und für diverse dekorative Elemente. Von Rauch stammen die 14 Marmorskulpturen liegender jagdbarer Tiere auf den Arkaden.

## Geschichte

### Vor- und Baugeschichte

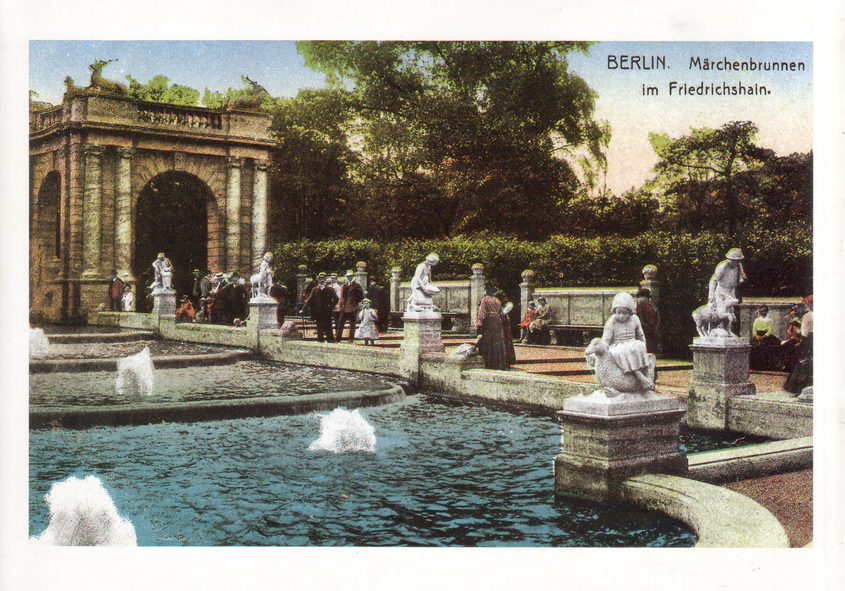
Brunnen, 1913

Die Anlage des Märchenbrunnens kommentierte Ludwig Hoffmann mit den Worten „Der Friedrichshain braucht wegen seines Charakters im volksreichen Nordosten der veredelnden Kunst nicht zu entbehren.“ In seinen Lebenserinnerungen beschrieb er die langwierige Entwicklungsgeschichte des Projektes. Schon seit 1893 war ein Bau an dieser Stelle beabsichtigt. Bei seinem Amtsantritt als Stadtbaurat fand Hoffmann 1896 die Planung für eine zeittypische, reich dekorierte Prunkarchitektur vor, die von der entscheidenden städtischen Kunstkommission schon zur Ausführung bestimmt war. Hoffmann lehnte diese Entwürfe ab und entwickelte stattdessen die Idee eines Märchenbrunnens, nachdem er bei einer Besichtigung des Grundstücks dort zahlreiche spielende Kinder gesehen hatte. Die erste Entwurfsfassung wurde 1901 auf der Großen Berliner Kunstausstellung vorgestellt. Der Kaiser begrüßte den Plan, wünschte jedoch einige Änderungen.
Damit begannen jahrelange Auseinandersetzungen um die Befugnisse des Kaisers einerseits (er konnte durch den Polizeipräsidenten alles genehmigen oder ablehnen lassen, was auf Plätzen oder Straßen in Berlin errichtet werden sollte) und der städtischen Gremien andererseits (für Bauten auf Parkterrain waren allein sie zuständig). Hoffmann erreichte schließlich, dass die direkte Konfrontation mit dem Kaiser vermieden wurde, musste sich aber wegen seiner Nachgiebigkeit Kritik in der liberalen Presse und von Teilen der Stadtverordnetenversammlung gefallen lassen. In der Zwischenzeit überarbeitete er den Entwurf, immer mehr wegkommend von der Prunkarchitektur, von der sein erster Entwurf noch beeinflusst war, hin zu einer naiveren Gestaltung. Noch im Vertrag mit Taschner von 1907 waren Rossgruppen vorgesehen. Stattdessen schuf Taschner die lustigen Frösche und Schildkröten. Konkrete Bauaufträge konnten erst 1907 erteilt werden. Die Gesamtkosten einschließlich Garten-, Wege- und Parkarbeiten betrugen nach Hoffmanns Angaben 960.000 Mark (kaufkraftbereinigt in heutiger Währung: rund 6,31 Millionen Euro). Am 15. Juni 1913, dem 25. Jahrestag der Thronbesteigung durch Wilhelm II., wurde die Anlage der Öffentlichkeit übergeben.
Der Vorwärts, Zentralorgan der Sozialdemokratischen Partei Deutschlands, schrieb am Tag vor der Einweihung: „Wenn am Sonntag die Hülle gefallen sein wird, werden die Märchengruppen dastehen als Mahnung an die Arbeiterschaft, daß ihrer noch die Aufgabe harrt, den Absolutismus zum Märchenschema zu machen.“
Der Vorwärts berichtete vier Tage nach der Einweihung über die Reaktion der Bevölkerung: „Der Märchenbrunnen erfreut sich eines ungeheuren Besuches, wie zu erwarten war, aber es in diesem Umfang noch niemals bei einer städtischen monumentalen Anlage beobachtet worden ist […] Der Erfolg im Friedrichshain war der einzige sympathische im verflossenen Jubel der Jubiläumstage, weil er vor allem als echt künstlerisch angesehen werden kann […] die Bewunderung aller Kreise für den Märchenbrunnen ist ehrlich. Enttäuschungen erleben nur Frauen, die mit dem Kinderwagen von weit her kommen. Sie werden in die Denkmalanlage nicht hineingelassen, so daß hier in den letzten Tagen eine wahre Burg von Kinderwagen aufgefahren war […]“

### Zerstörung und Wiederherstellung

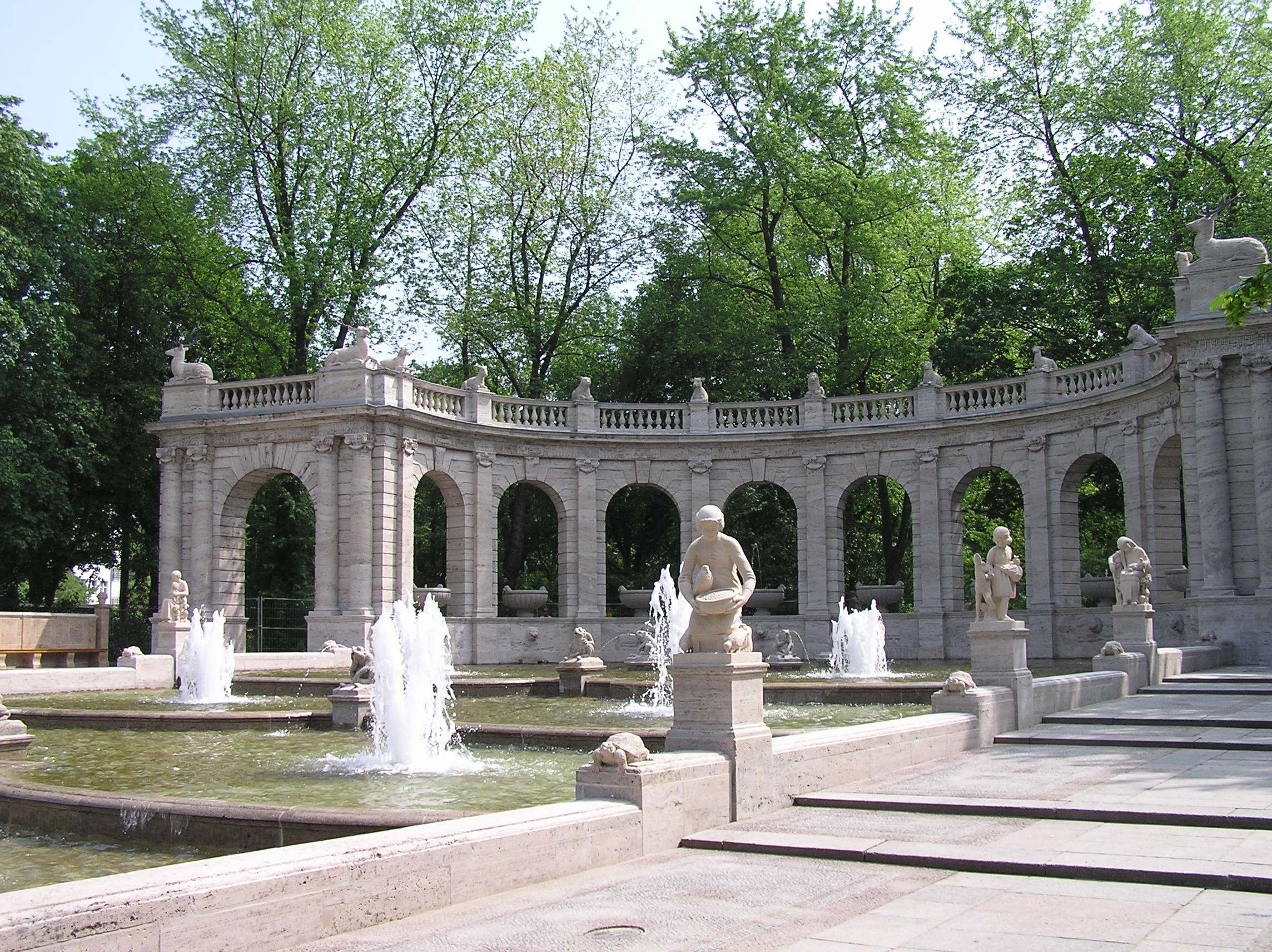
Brunnen, 2007

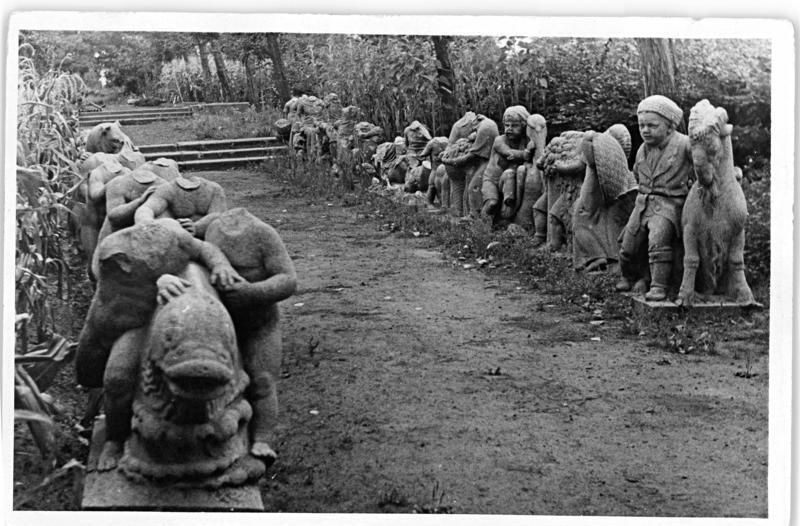
Wiederaufgefundene Skulpturen, August 1950

Der Märchenbrunnen und der Volkspark Friedrichshain insgesamt erlitten 1945 durch Kampfhandlungen gegen Ende des Zweiten Weltkriegs starke Zerstörungen. Nach Kriegsende waren die meisten Skulpturen verschwunden. Erst 1950 kamen sie hinter einer hohen Mauer in einem Gemüsegarten im Bezirk Friedrichshain wieder zum Vorschein, viele von ihnen stark beschädigt. In den Jahren 1950/1951 ließ der Magistrat von Berlin den Brunnen mit seinen technischen Anlagen wiederherstellen. Statt der Original-Märchenskulpturen wurden gröbere Kopien aufgestellt und die umgebenden Gartenanlagen vereinfacht neu gestaltet.

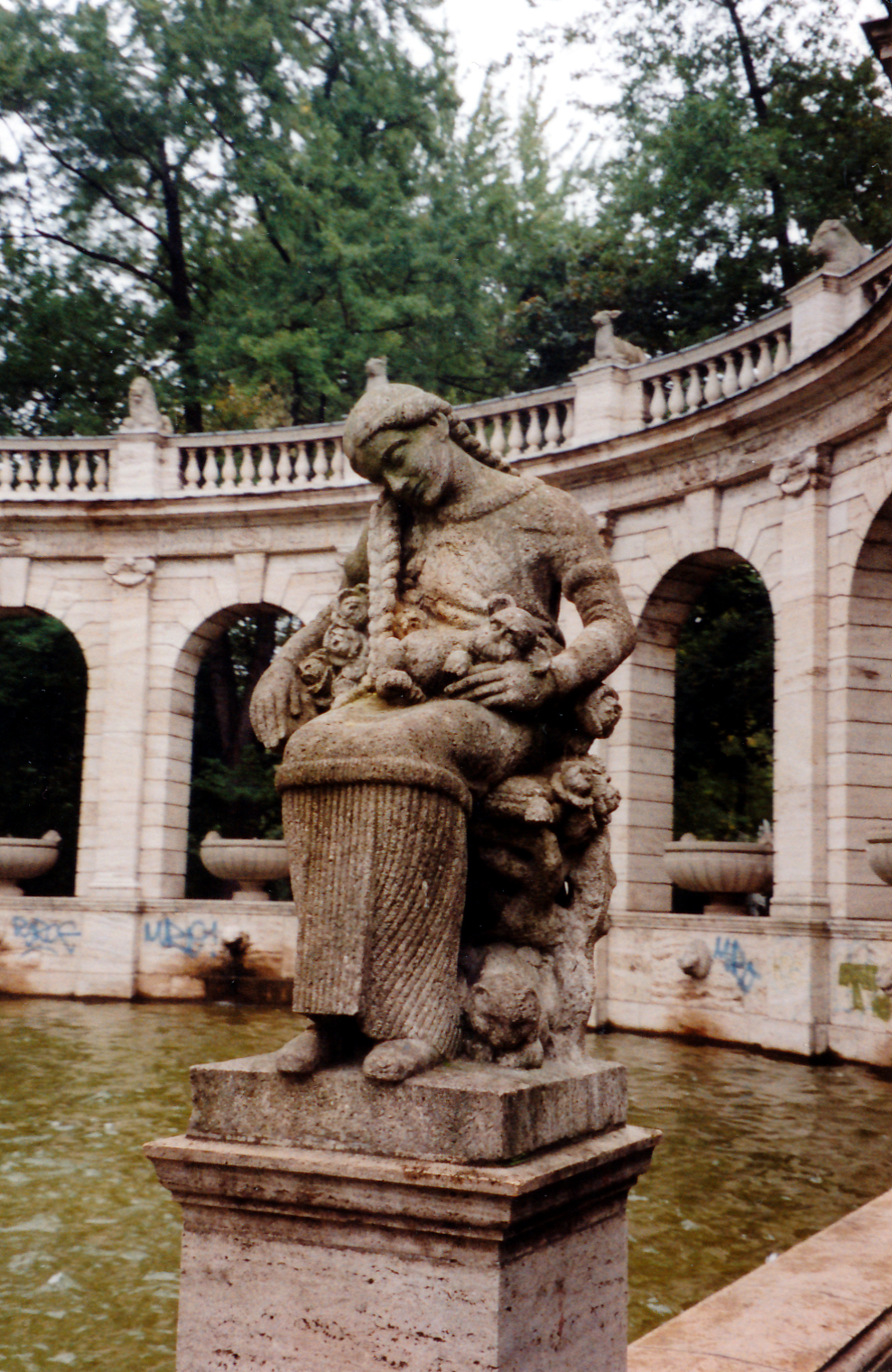
Die 1951 aufgestellte Skulptur Dornröschen, September 1998

Am 1. Juli 1951 übergab der damalige Oberbürgermeister Friedrich Ebert den Märchenbrunnen wieder der Öffentlichkeit.
Die Märchenfiguren der 1950er Jahre waren für fünf Jahrzehnte die Brunnenfiguren, die die Kinder kannten und liebten, so wie die Generationen davor die originalen Taschner‘schen Figuren bzw. die danach die originalgetreuen Nachbildungen liebten und lieben.
Weitere Schritte zur Sanierung und zur Rekonstruktion zerstörter Figuren folgten in den Jahren 1972/1973 sowie 1982/1983.
Die seitlichen Gartenpartien wurden in den 1970er Jahren umgestaltet. Es entstanden Rasen- und Staudenbeete, ein Laubengang und neue Wege mit angegliederten Sitzplätzen. Das nach Originalvorlagen neu geschmiedete Blättertor am westlichen Eingang wurde näher Richtung Brunnen versetzt und verbreitert.
Nach der deutschen Wiedervereinigung, in der Zeit nach 1990 wurde Vandalismus zum Dauerproblem. Zerstörte und vorsorglich abgebaute Figuren sowie Graffiti auf vielen Teilen der Architektur verunstalteten das Gesamtbild.
Ganze Figurengruppen wurden vom Sockel in den Brunnen gestoßen und zersprangen in viele Einzelteile, so 1995 Die sieben Raben. Im Oktober 2000 war der Märchenbrunnen abgesperrt und wurde restauriert. Frisch sanierte Figuren waren bereits aufgestellt, da fanden am 25. Oktober Angestellte des Grünflächenamtes vier Figurengruppen (Hans im Glück, Brüderchen und Schwesterchen, Rotkäppchen und Aschenputtel) im Brunnenbecken. Totalschaden! In der Folgezeit wurden die Figurengruppen wieder restauriert, aber nicht am Brunnen aufgestellt.
Seit Ende der 2010er Jahre stehen die Figuren der 1950er Jahre auf dem Werkstatthof des Grünflächenamtes gegenüber der Freilichtbühne im Park.
Im Zeitraum 2006–2007 erfolgte die umfassende, denkmalgerechte Wiederherstellung nach Hoffmann’schem Vorbild. Die Kosten von rund 1,3 Millionen Euro brachten zu 90 Prozent das Land Berlin, der Bund und die Europäische Union auf, den Restbetrag übernahmen Sponsoren aus der freien Wirtschaft. Der erste Bauabschnitt wurde am 24. Mai 2007 der Öffentlichkeit übergeben, die gesamte Anlage ist seit Juli 2007 wieder zugänglich. Ein Zaun und die nächtliche Zugangssperre für den Bereich des Märchenbrunnens sollen künftigen Vandalismus verhindern.
Die Taschner’schen Märchenfiguren wurden schon 2002–2004 bei Naturstein Krause in Hohen Neuendorf nachgebildet. Im Ignatius-Taschner-Gymnasium in Dachau hatten sich kleinere Bronzekopien der Brunnenfiguren erhalten, so dass von diesen vergrößerte Gasbetonkopien angefertigt werden konnten, die die Modelle für die neuen Steinfiguren bildeten.

Die Märchenfiguren auf dem Brunnenrand
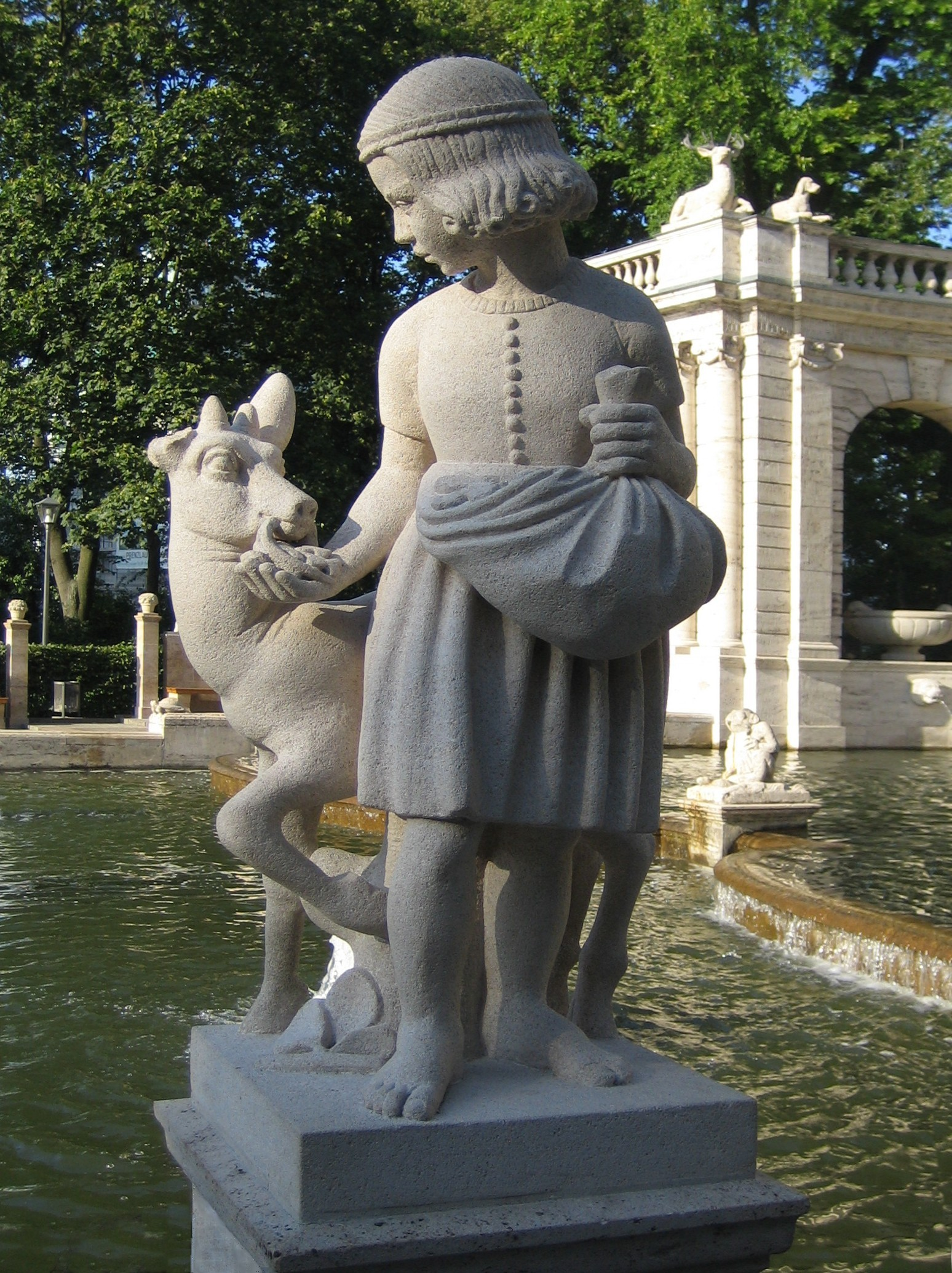
Brüderchen und Schwesterchen
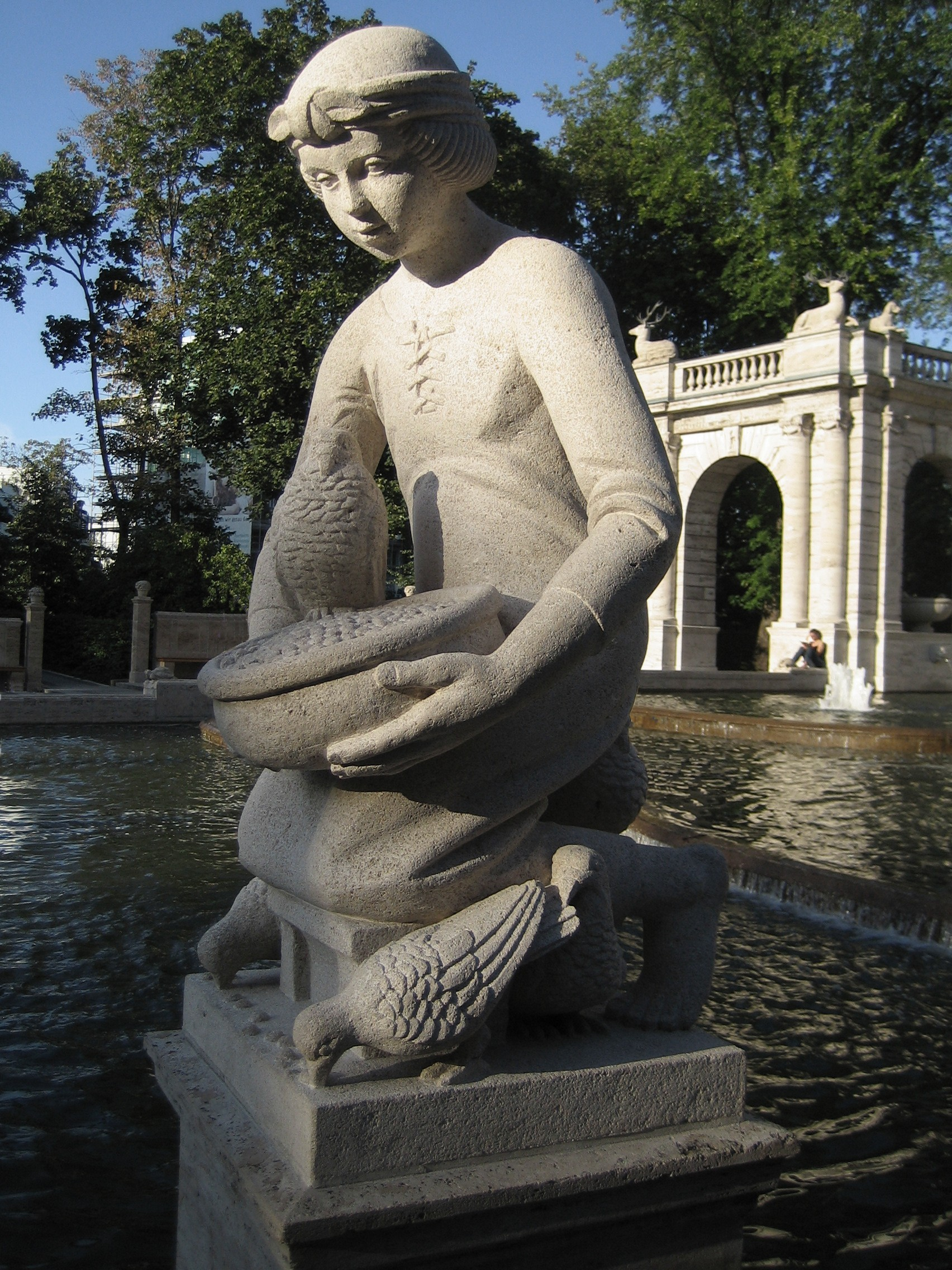
Aschenputtel
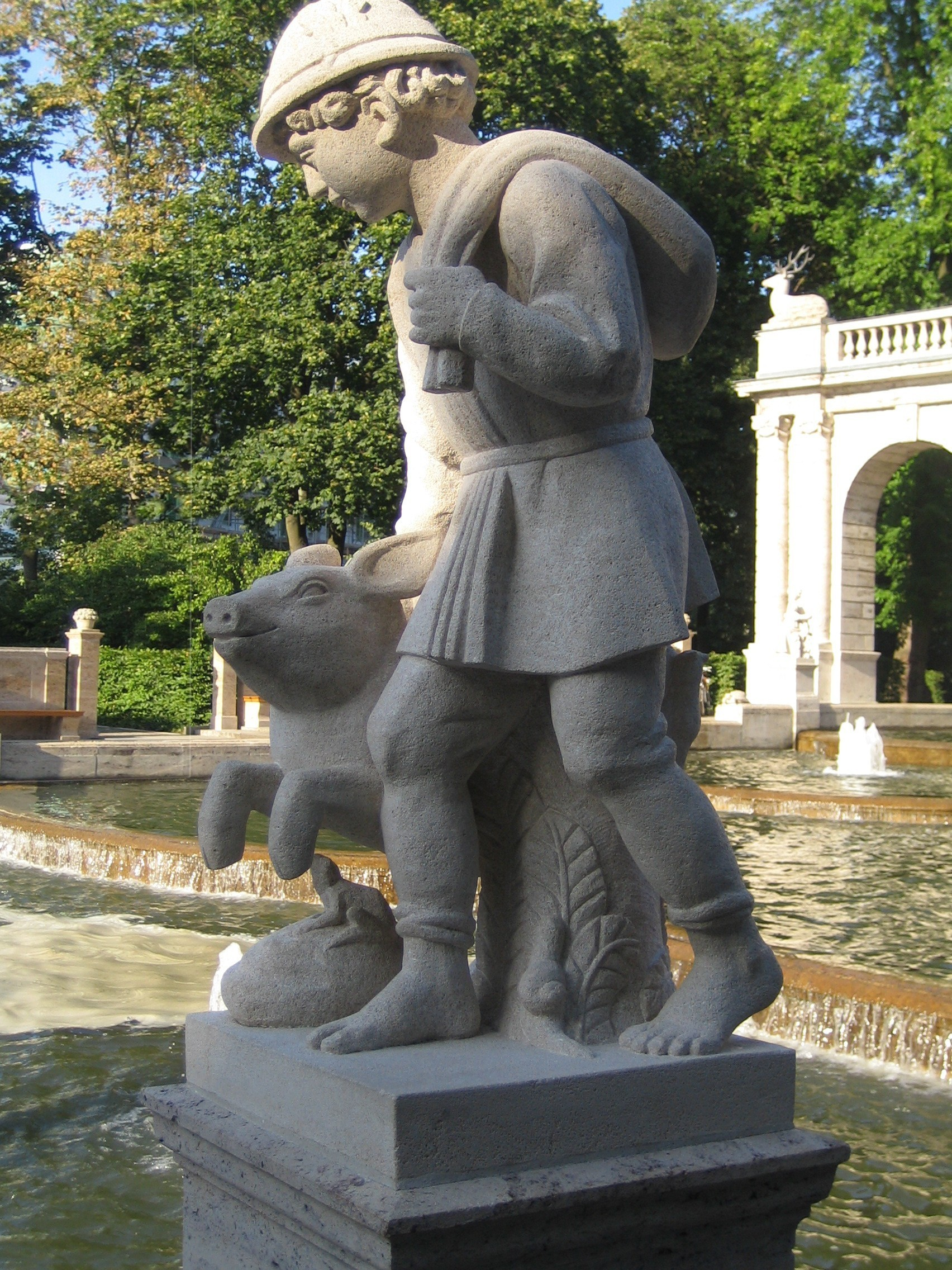
Hans im Glück
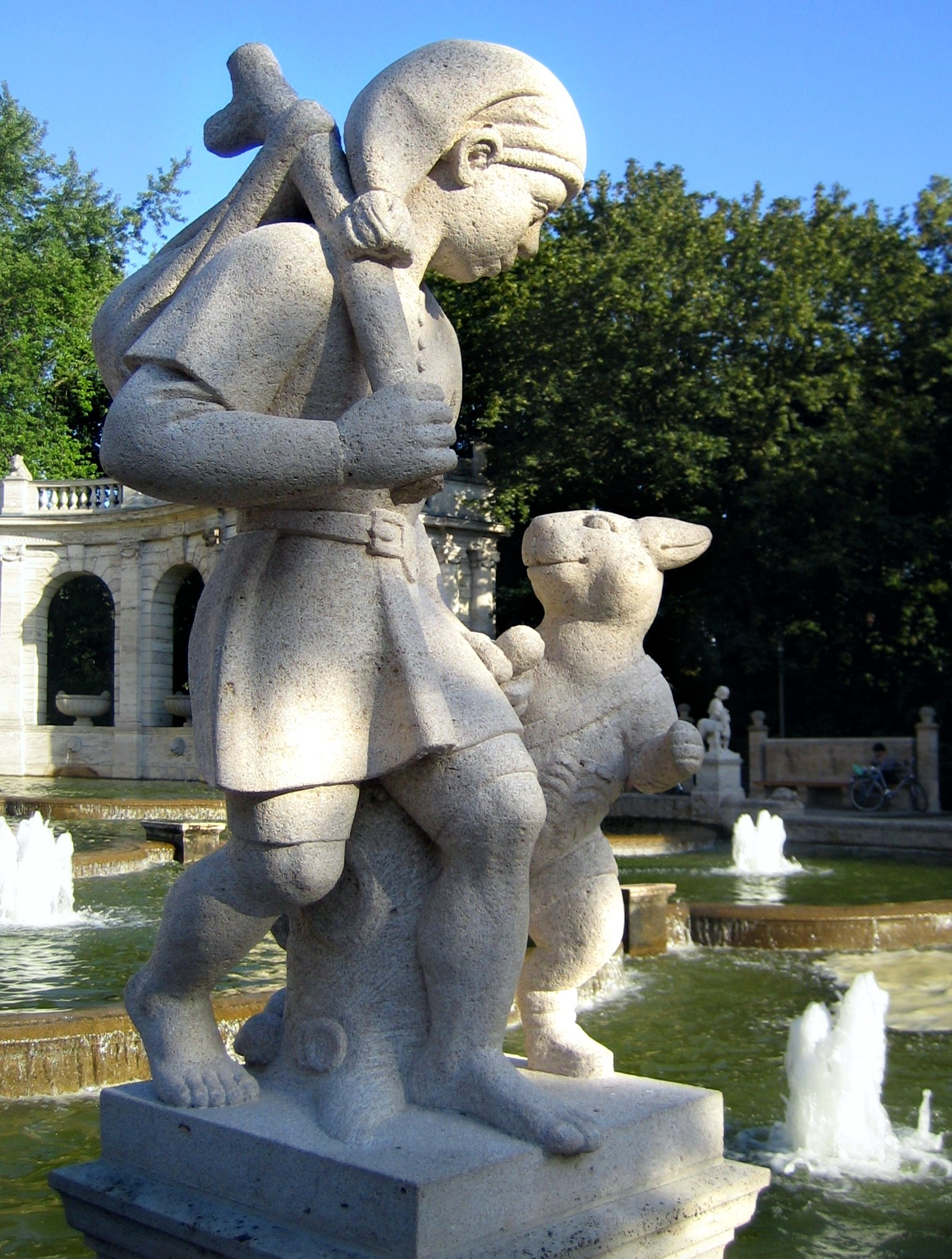
Der gestiefelte Kater
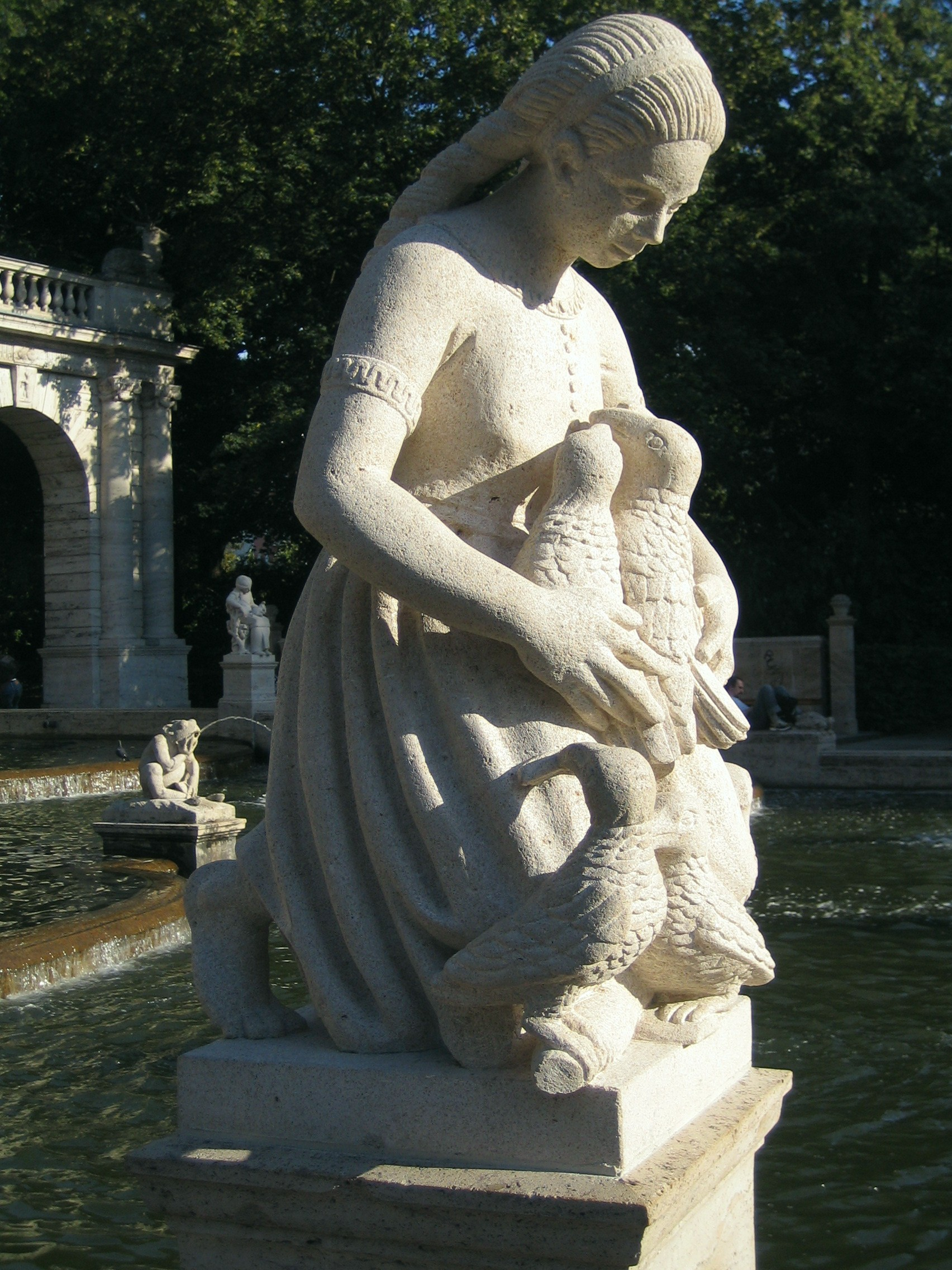
Die sieben Raben
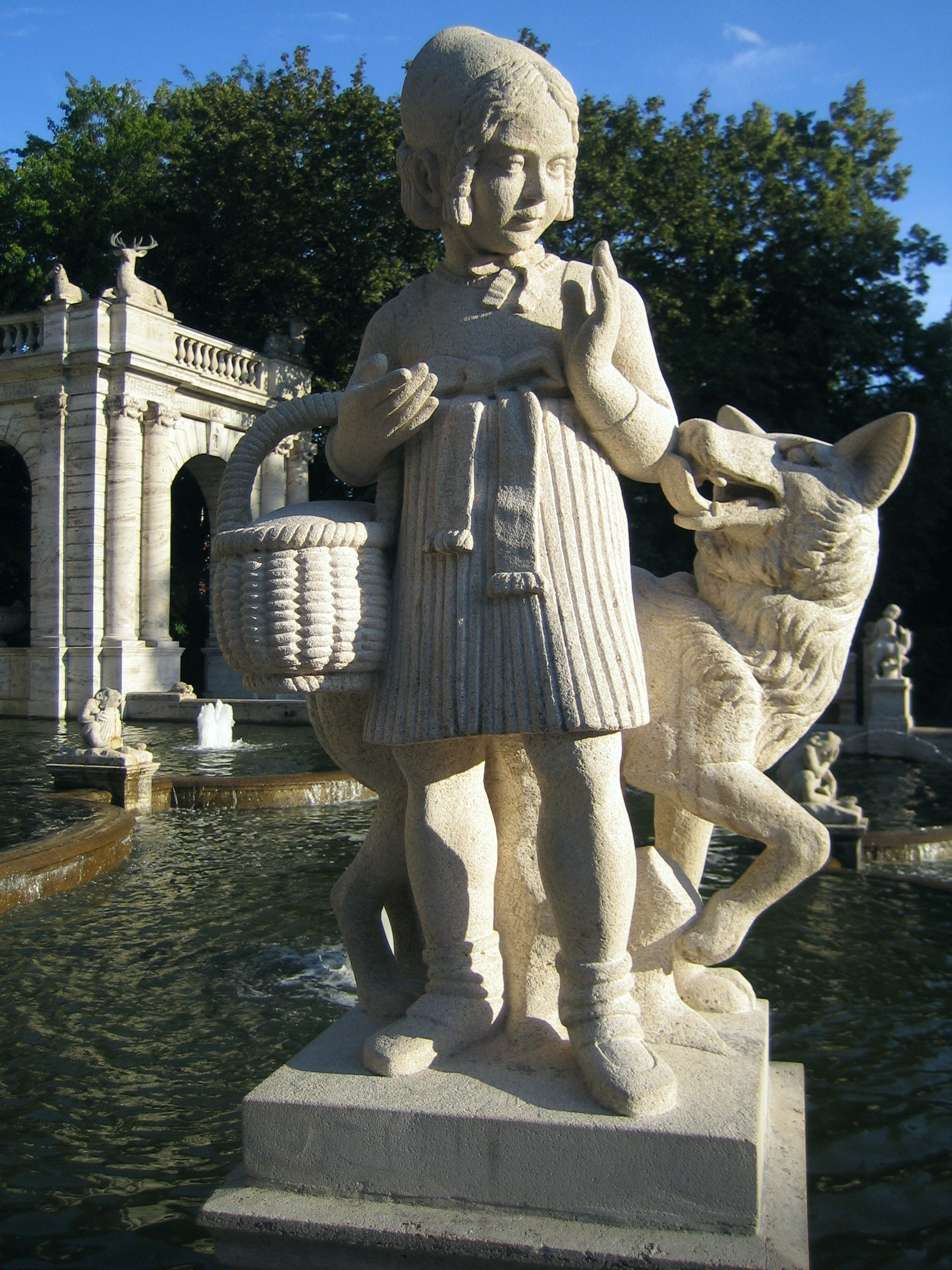
Rotkäppchen
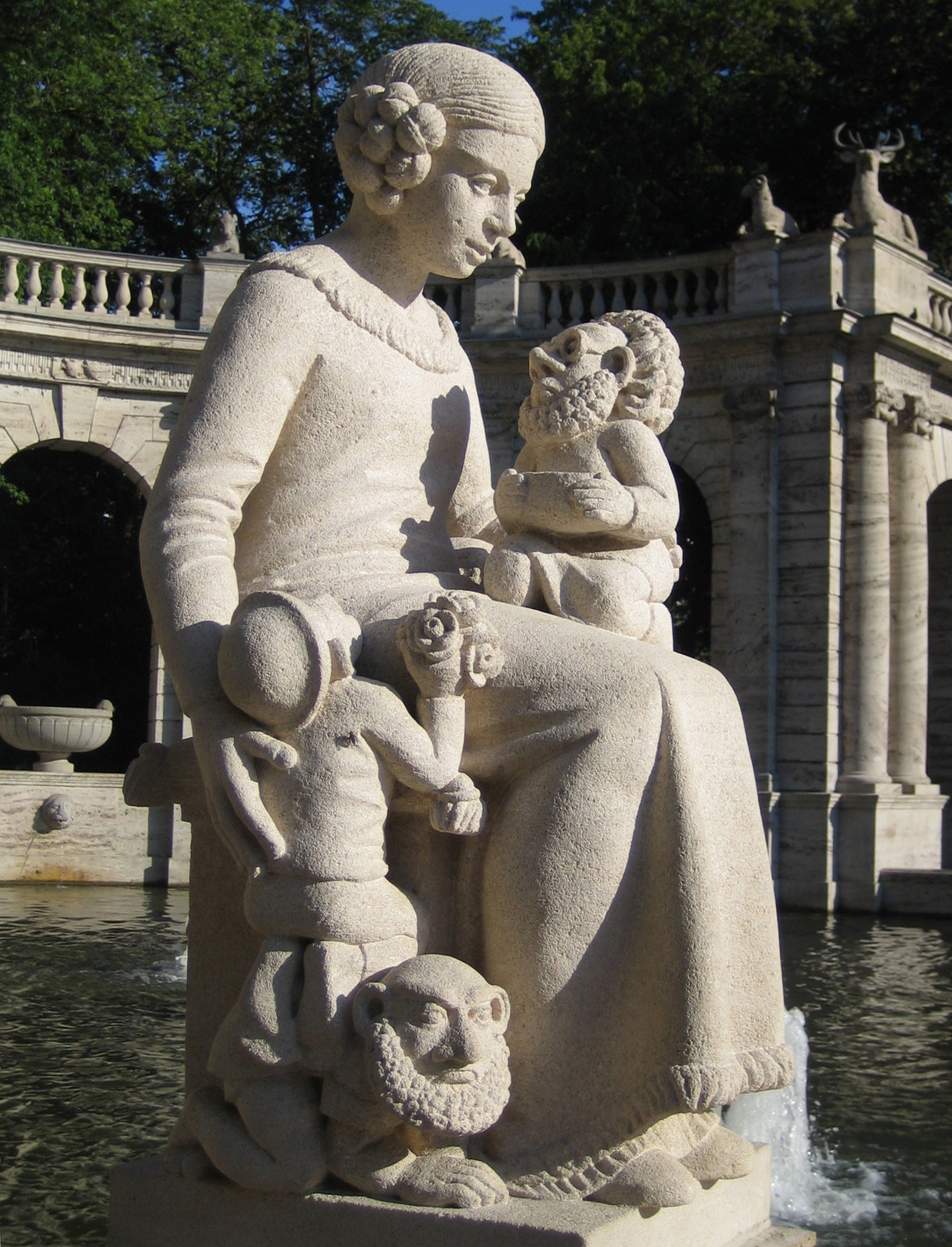
Schneewittchen mit dem „Menzel-Zwerg“
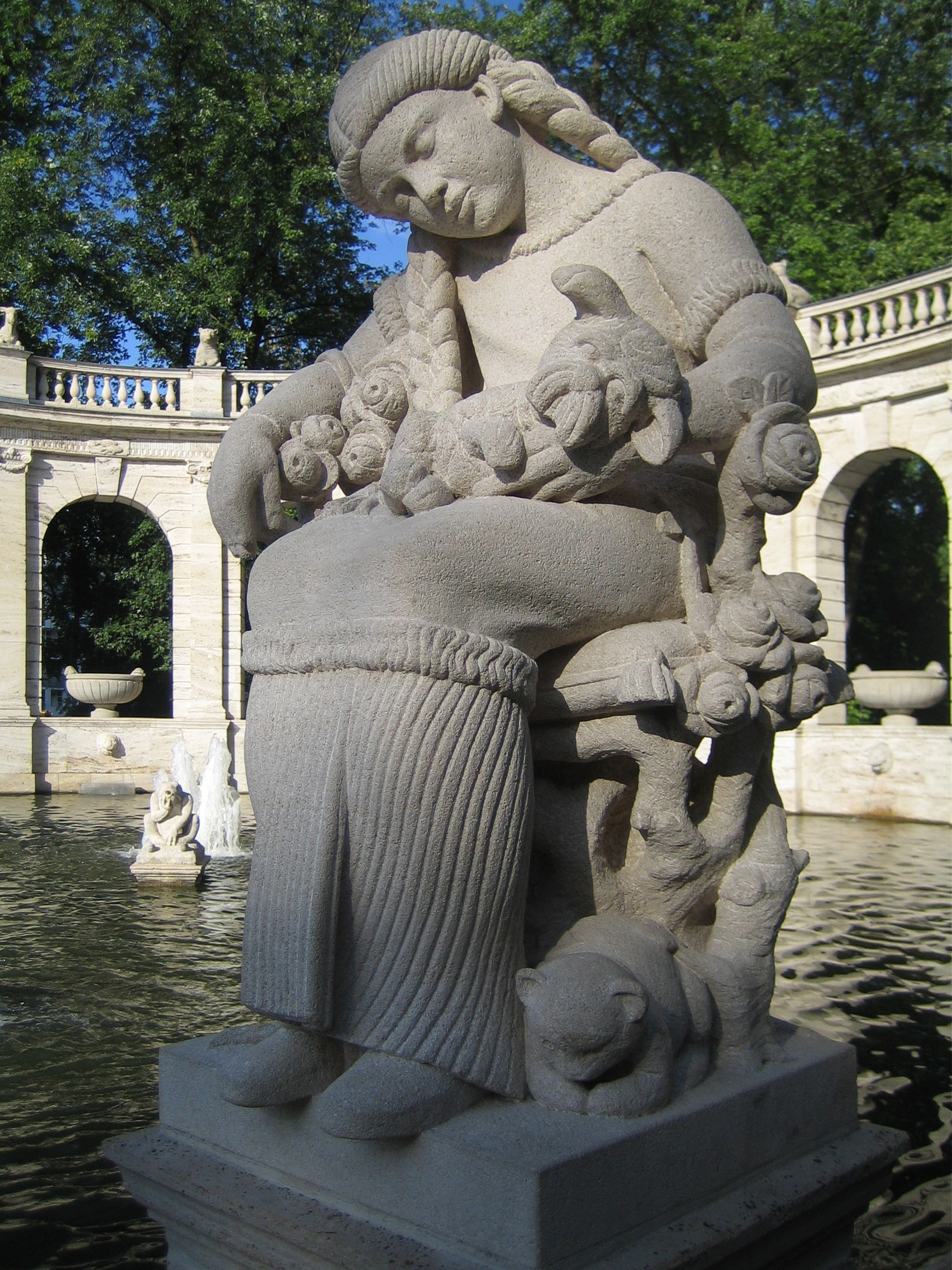
Dornröschen
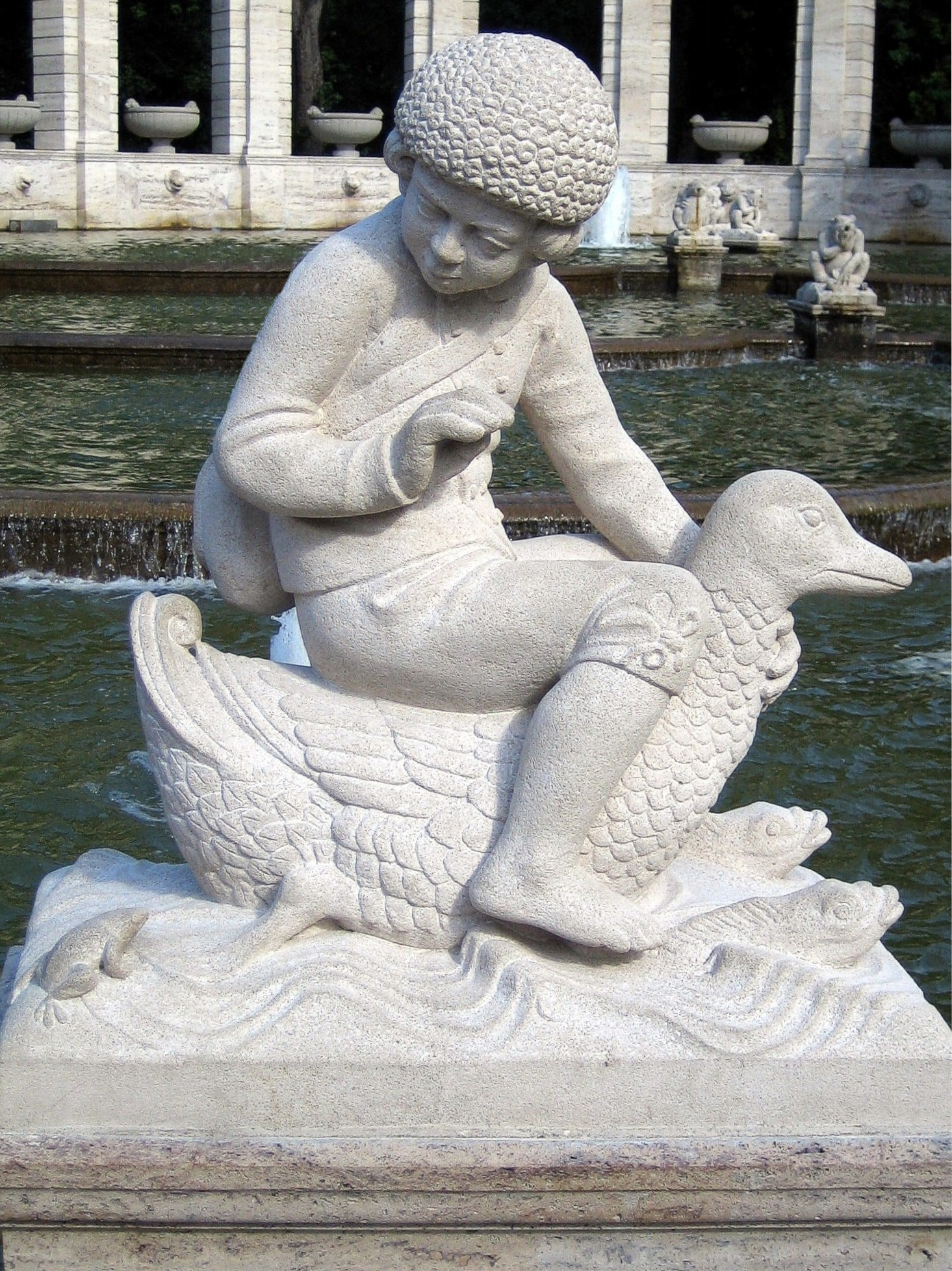
Hänsel aus Hänsel und Gretel
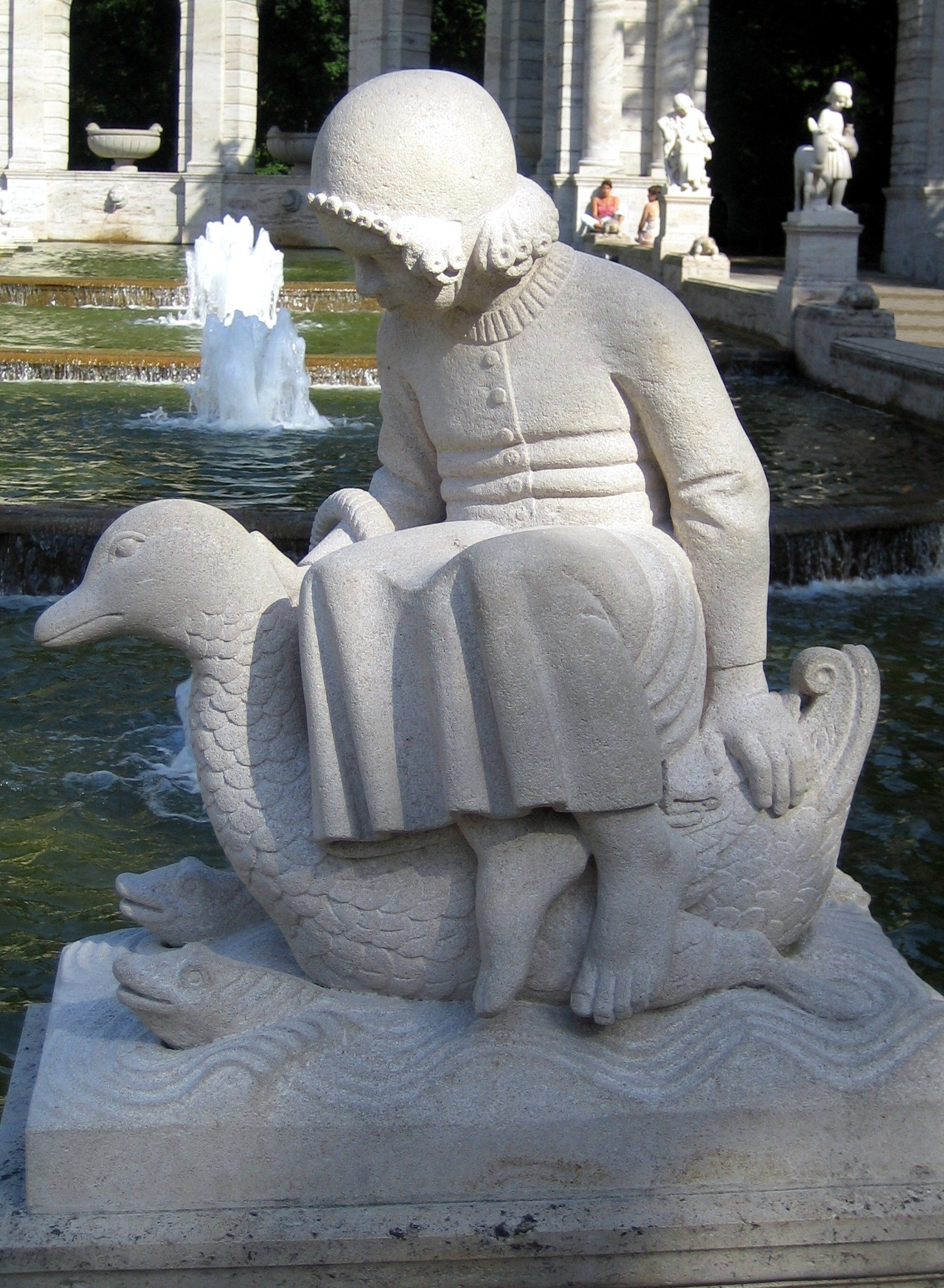
Gretel aus Hänsel und Gretel

## Reparaturen
Im Oktober 2018 schaltete das Bezirksamt die Wasseranlage noch vor der Wintersaison ab, weil eine Umwälzpumpe aus dem Jahr 1983 defekt geworden war. Die Firma Wilo aus Hof lieferte im Frühjahr 2019 für 740.000 Euro eine neue Pumpe, die im Pumpenhaus eingebaut wurde. Um den 20. Juli 2019 ging die neue Pumpe in Betrieb.